# Schwabenhaus (Rätikon)
Das Schwabenhaus ist eine Selbstversorgerhütte der Sektion Schwaben des Deutschen Alpenvereins in der Gemeinde Bürserberg in Vorarlberg im Skigebiet Brandnertal.

## Geschichte
1925 kaufte die Sektion Schwaben das 1815 erbaute Bauernhaus, 40 Jahre später wurde es erweitert. 1988 wurde das Haus zum Selbstversorgerhaus umgebaut.

## Zustieg
Die Hütte liegt verkehrsgünstig in der Gemeinde Bürserberg auf der Adresse Tschengla 23.

## Touren
- Mondspitze (1967 m), 3 Stunden
- Schillerkopf (2006 m), 3½ Stunden

Im Winter führt die Sesselbahn Einhornbahn von Bürserberg zur Tschengla, die Sessel- und weitere Schlepplifte sind rund 10 Minuten vom Haus entfernt. Im Skigebiet steht ein ausgedehntes Loipennetz zur Verfügung.

## Karten
- Freytag & Berndt 371 Alpenregion Bludenz + Montafon + Großes Walsertal + Brandnertal + Liechtenstein (1:50.000)
- Kompass 32 Bludenz - Schruns - Klostertal (1:50.000)
- Schweizer Landeskarte 328 Montafon (1:50.000)
- Schweizer Landeskarte 1136 Drei Schwestern (1:25.000)